# TRK Era

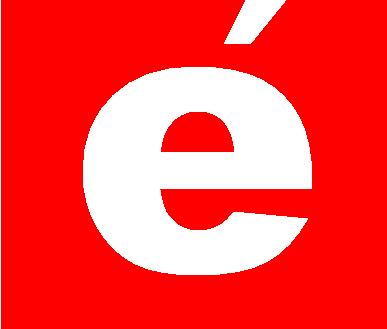
Logo kanału TRK Era

TRK Era (ukr. ТРК Ера) – ukraiński ogólnokrajowy kanał telewizyjny o charakterze ogólnym, który dzielił nadawanie z UT-1 w godzinach 6:00–9:00 i 23:00–1:18 (UTC+2).